# Daniel Zen
Daniel Zen (Vigo di Fassa, 1584 – Bressanone, 24 settembre 1628) è stato un vescovo cattolico austriaco. In italiano è conosciuto anche con il nome di Daniele Zeno.

## Biografia
Zen nacque a Vigo di Fassa. Fu organista nel Duomo di Bressanone. Nel 1609 conseguì i dottorato in teologia a Dillingen. Ordinato diacono il 19 dicembre 1610 e sacerdote il 5 giugno dello stesso anno. Divenne un fine diplomatico al servizio del principe vescovo. Nel 1611 accompagnò la principessa Anna d'Asburgo a Vienna dove conquistò le simpatie della corte imperiale e ne divenne il cappellano. Nel 1613 torna a Bressanone per ricoprire il ruolo di canonico del duomo. In seguito fu nominato parroco decano di Krems, dove in pochi anni di apostolato fece rifiorire la fede.
Altre cariche che ricoprì furono quelle di canonico onorario di Passavia e di Breslavia, consigliere del Conte del Tirolo Leopoldo V d'Austria, capellano dell'Arciduca Carlo d'Austria, nonché consigliere sia dell'imperatore Mattia sia dell'imperatore Ferdinando II.
Nel 1626 compì un viaggio a Roma dove venne nominato camerlengo pontificio da Urbano VIII. In quest'anno venne anche eletto prevosto del capitolo del duomo di Bressanone. Un anno dopo lo stesso capitolo lo elesse a vescovo. Fu consacrato vescovo il 3 ottobre 1627 ma si ammalò poco dopo. Morì meno di un anno dopo, il 24 settembre 1628 all'età di 44 anni. La sua pietra tombale è visibile nel portico davanti al duomo di Bressanone all'estrema sinistra.
Zen è l'unico ladino ad essere diventato principe vescovo di Bressanone se escludiamo i vescovi di Sabiona dei quali vari furono certamente retoromanzi.
Il suo è stato l'episcopato più breve della storia della diocesi di Bressanone.
Nell'archivio del Duomo di Bressanone furono trovati gli spartiti di alcune sue composizioni.

## Genealogia episcopale
La genealogia episcopale è:
- Arcivescovo Filippo Archinto
- Papa Pio IV
- Cardinale Giovanni Antonio Serbelloni
- Vescovo Giacomo Rovellio
- Cardinale Carlo Gaudenzio Madruzzo
- Vescovo Anton Crosini von Bonporto
- Vescovo Daniel Zen